# Герб Леона
Герб Лео́на (ісп. escudo de León) — офіційний символ міста Леон, Іспанія. У срібному щиті пурпуровий леонський лев із червоним озброєнням (язиком і пазурами). Щит увінчаний золотою короною маркіза. Відомий з середини ХІІ ст. як знак леонського короля Альфонсо VII, столицею якого був Леон. Як міський герб використовується з кінця ХІІІ ст. Корона на міському гербі вперше з'явилася на міській печатці XVI ст.